# تپه مه مو ۲
تپه مه مو ۲ مربوط به دوران‌های تاریخی پس از اسلام است و در شهرستان قزوین، روستای گزگیر واقع شده و این اثر در تاریخ ۲۵ اسفند ۱۳۷۹ با شمارهٔ ثبت ۳۱۶۵ به‌عنوان یکی از آثار ملی ایران به ثبت رسیده است.